# Dermacentor imitans
Dermacentor imitans är en fästingart som beskrevs av Warburton 1933. Dermacentor imitans ingår i släktet Dermacentor och familjen hårda fästingar. Inga underarter finns listade i Catalogue of Life.